# Aldabrazanger
De aldabrazanger (Nesillas aldabrana) is een uitgestorven zangvogel uit de familie Acrocephalidae. 

## Verspreiding en leefgebied
Deze soort was endemisch op Aldabra, een atol van de Seychellen gelegen in de Indische Oceaan.